# Amerikanska tennisförbundet
Amerikanska tennisförbundet,  på engelska United States Tennis Association, förkortat USTA, bildades 1881 i New York och organiserar tennis i USA. Förbundet hette ursprungligen United States National Lawn Tennis Association och grundades av ett mindre antal amerikanska tennisspelare i New York för att stärka och bidra till att sprida tennisspelet inom USA. USTA har numera över 665 000 individuella medlemmar.
Organisationens förste president var tennisspelaren James Dwight (1882–84) och dess förste sekreterare var Clarence Clark. Bland presidenterna för organisationen märks också Joseph Clark (1889–91), Henry Slocum (1892–93) och Robert Wrenn (1912–15), samtliga upptagna i International Tennis Hall of Fame. Nuvarande president är Michael J. McNulty III	(från 2021).
USTA driver USTA Billie Jean King National Tennis Center som årligen är huvudarrangör av US Open i tennis.